# Ємність подвійного шару
Ємність подвійного шару є важливою характеристикою подвійного електричного шару , який з’являється на межі між поверхнею та рідиною (наприклад, між провідним електродом і сусіднім рідким електролітом). На цій межі утворюються два шари електричного заряду з протилежною полярністю, один на поверхні електрода, а інший в електроліті. Ці два шари, електрони на електроді та іони в електроліті, зазвичай розділені одним шаром молекул розчинника, які прилипають до поверхні електрода і діють як діелектрик у звичайному конденсаторі. Кількість заряду, що зберігається в двошаровому конденсаторі, залежить від прикладеної напруги.
Двошарова ємність — це фізичний принцип електростатичного двошарового типу суперконденсаторів.

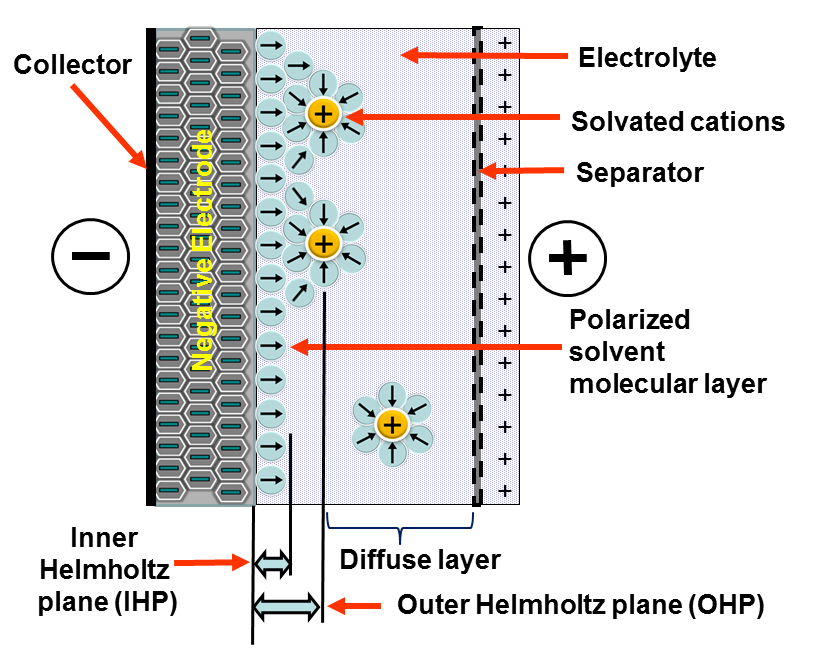
Спрощене зображення подвійного шару негативних іонів в електроді та сольватованих позитивних іонів у рідкому електроліті, розділених шаром поляризованих молекул розчинника.

Гельмгольц заклав теоретичні основи для розуміння явища подвійного шару. Утворення подвійних шарів використовується в кожному електрохімічному конденсаторі для зберігання електричної енергії.
Кожен конденсатор має два електроди, механічно розділених сепаратором. Вони електрично з’єднані через електроліт, суміш позитивних і негативних іонів, розчинених у розчиннику, такому як вода. Там, де рідкий електроліт контактує з провідною металевою поверхнею електрода, утворюється межа розділу, яка представляє спільний кордон між двома фазами речовини. Саме на цьому інтерфейсі виникає ефект подвійного шару.
Коли до конденсатора прикладається напруга, на межі розділу електродів утворюються два шари поляризованих іонів. Один шар знаходиться всередині твердого електрода (на поверхні кристалічних зерен, з яких він виготовлений, які контактують з електролітом). Інший шар із протилежною полярністю утворюється з розчинених і сольватованих іонів, розподілених в електроліті, які рухаються до поляризованого електрода. Ці два шари поляризованих іонів розділені моношаром молекул розчинника. Молекулярний моношар утворює внутрішню площину Гельмгольца (ВГП). Він прилипає за допомогою фізичної адсорбції на поверхні електрода та відокремлює протилежно поляризовані іони один від одного, утворюючи молекулярний діелектрик.
Величина заряду в електроді узгоджується з величиною зустрічних зарядів у зовнішній площині Гельмгольца. Це область, близька до ВГП, в якій збираються поляризовані іони електроліту. Це розділення двох шарів поляризованих іонів через подвійний шар зберігає електричні заряди так само, як у звичайному конденсаторі. Подвійний заряд утворює статичне електричне поле в молекулярному шарі IHP молекул розчинника, що відповідає силі прикладеної напруги.